# 월계로
월계로(月溪路)는 서울특별시 성북구 하월곡동 미아사거리에서 노원구 월계1교를 잇는 5.74 km의 도로이다.

## 역사
- 1979년 1월 31일 : 하계동(하계역)~미아사거리 4.5 km 구간을 월계로로 명명
- 2010년 4월 22일 : 월계1교~하계역 구간을 한글비석로로 편입함[1]

## 노선
- 미아사거리(도봉로, 종암로) - 창문여자중학교, 창문여자고등학교 - 동방고개 - 북서울꿈의숲 - 서울오현초등학교, 서울장월초등학교 - 월계2교사거리 - 인덕대학 - 월계지하차도 - 월계4동주민센터 - 월계1교